# Théorème du rotationnel
En analyse vectorielle, le théorème du rotationnel est un théorème qui met en relation l'intégrale de volume du rotationnel d'un champ vectoriel à l'intégrale de surface du même champ.
Le théorème est le suivant :
où {\displaystyle S} est la frontière de {\displaystyle V}, {\displaystyle \wedge } est le produit vectoriel et {\displaystyle \mathrm {d} {\vec {s}}} est dirigé vers l'extérieur.

Une autre identité remarquable met en relation l'intégrale de surface du rotationnel d'un champ vectoriel et l'intégrale curviligne (ou circulation) du même champ sur la frontière. C'est le théorème de Stokes (dont le théorème de Green est le cas particulier d'une surface plane) qui, pour une surface {\displaystyle S} de ℝ3 (généralement non fermée) de frontière {\displaystyle C}, implique
Si {\displaystyle S} est fermée, {\displaystyle C} est vide (ou réduit à un point) et le membre de droite est nul.
Il convient de noter que l'orientation de la surface et celle de la courbe frontière sont liées puisque le changement d'une orientation modifie le signe de l'intégrale correspondante. En fait, la relation est satisfaite lorsque ces orientations sont telles que, sur un point frontière, le vecteur tangent à la surface {\displaystyle \mathrm {d} {\vec {s}}\wedge \mathrm {d} {\vec {l}}} est orienté en direction de la surface.
Cette égalité peut aussi servir de définition du rotationnel.

## Note
1. ↑  En choisissant pour {\displaystyle S} un carré perpendiculaire à l'un des axes et lorsque la taille du côté de ce carré tend vers 0, la limite de la seconde identité donne la définition classique d'une composante du rotationnel.